# (51570) Phendricksen
(51570) Phendricksen est un astéroïde de la ceinture principale.

## Description
(51570) Phendricksen est un astéroïde de la ceinture principale. Il fut découvert le 17 avril 2001 à Badlands (Dakota du Sud) par Ron Dyvig. Il présente une orbite caractérisée par un demi-grand axe de 2,73 UA, une excentricité de 0,19 et une inclinaison de 12,5° par rapport à l'écliptique.

## Compléments